# Marineschutzkräfte
Die Marineschutzkräfte (MSK) waren ein infanteristischer Verband der Deutschen Marine in Bataillonsstärke, der am 1. April 2005 aufgestellt und zum 1. April 2014 aufgelöst wurde. Die Marineschutzkräfte waren in Eckernförde an der Ostsee stationiert. Das Bataillon unterstand der Einsatzflottille 1. Im Zuge der Neuausrichtung der Bundeswehr wurden die MSK in ein Seebataillon umgegliedert. Der Standort Alt Duvenstedt wird geschlossen. Die dortige 2. Kompanie (2./MSK) wird nach Eckernförde verlegt.

## Auftrag

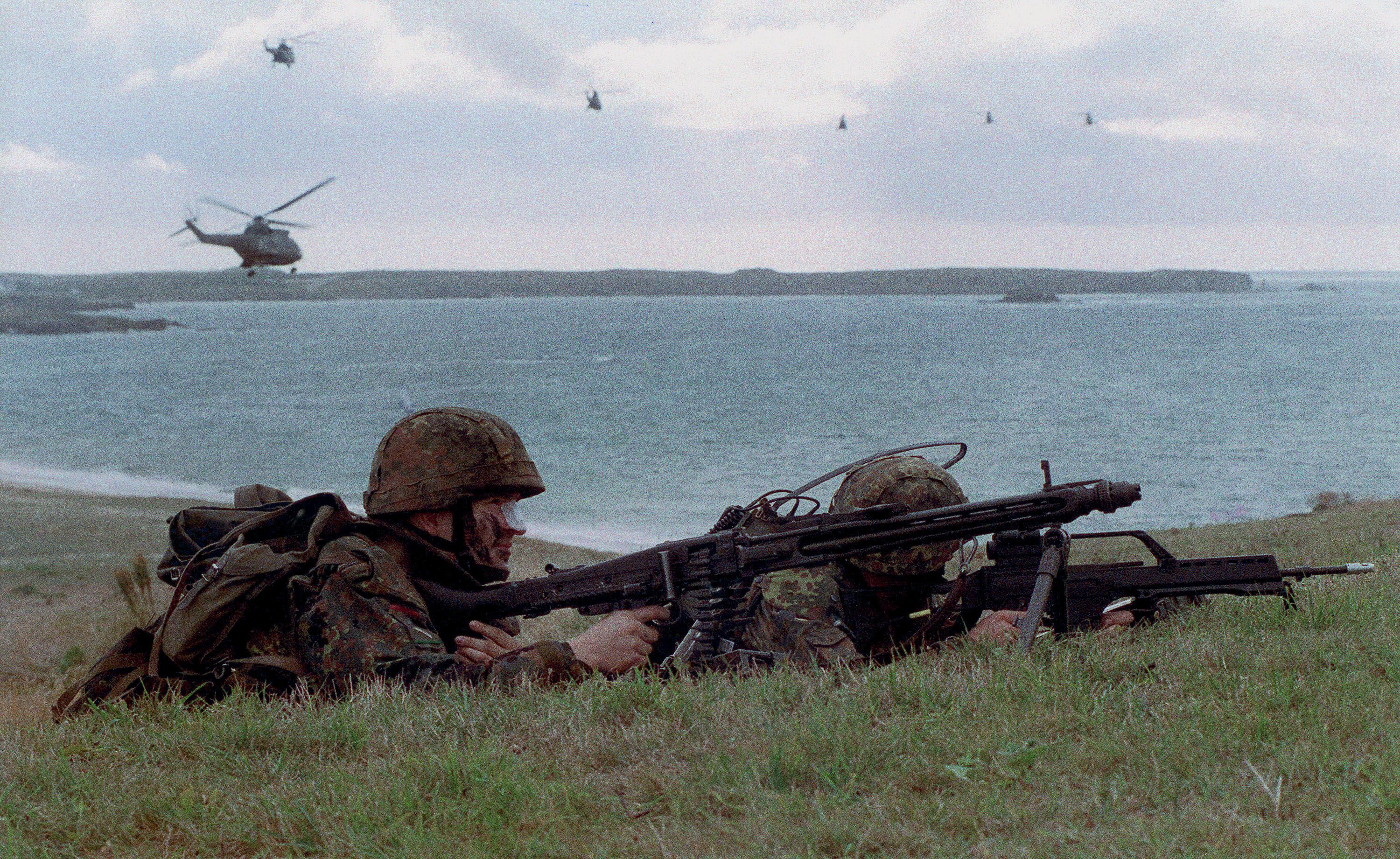
Deutsche Soldaten im NATO-Manöver Northern Light, 1999

Die Marineschutzkräfte übernahmen für Marinekräfte die infanteristische Sicherung an Bord auf See und an Land in Seehäfen. Ihre Hauptaufgaben waren:
- Land- und seeseitiger Schutz der Einheiten der Deutschen Marine und deren Einrichtungen an Land, in Häfen, auf Reeden und in küstennahen Gewässern im In- und Ausland
- Beratung der Führungsebenen vor Ort
- Informationsgewinnung durch Feldnachrichtenkräfte der Marine zur Unterstützung des Operativen Schutzes sowie zur Vorbereitung und Unterstützung des Einsatzes von See- und Seeluftstreitkräften
- Unterstützung bei Aufbau und Betrieb sowie Schutz eines Abstützpunktes Marine (APM)
- Schutz von Straßentransporten im In- und Ausland im Rahmen der Einsatzunterstützung

Nebenaufgaben waren:
- Unterstützung von Speziellen Operationen
- Durchführen der Kampfmittelerkundung (EOR)
- Durchführen von ABC-Abwehrmaßnahmen an Land
- Unterstützung bei der Beweissicherung
- Unterstützung fremder Streitkräfte in Deutschland im Rahmen des Host Nation Support (HNS)
- Unterstützung im Rahmen der Humanitären Hilfe (Disaster Relief)

## Organisation
Das Bataillon Marineschutzkräfte umfasste etwa 500 Soldaten.

### Gliederung Bataillon
Das Bataillon bestand aus einem Stab, drei Einsatzkompanien und dem Feldnachrichtenzug.
- Bataillon Marineschutzkräfte (MSK)
  - Stab
  - 1. Kompanie
  - 2. Kompanie
  - 3. Kompanie
  - Feldnachrichtenzug

### Gliederung Kompanie
Jede Kompanie setzte sich aus ungefähr 140 Soldaten zusammen, darunter vier Offiziere. Der Kompaniechef und die Zugführer des I. und des IV. Zuges waren jeweils Offiziere des Truppendienstes. Der Dienstposten des Kompanieeinsatzoffiziers war durch einen Offizier des militärfachlichen Dienstes besetzt. Zugführer des II. und des III. Zuges waren Bootsleute.
- Kompanieführungsgruppe
- I. Zug (schwere Waffen)

Der I. Zug war mit schweren Waffensystemen zur Feuerunterstützung ausgestattet. Dazu gehörten Panzerabwehrwaffen (MILAN), das leichte Maschinengewehr (LMG), die Granatmaschinenwaffe (GraMaWa) und Scharfschützen.
- II. Zug (infanteristischer Objektschutz)
  - Zugtrupp
  - 1. Gruppe
  - 2. Gruppe
  - 3. Gruppe
- III. Zug (infanteristischer Objektschutz)
  - Zugtrupp
  - 4. Gruppe
  - 5. Gruppe
  - 6. Gruppe
- IV. Zug (Spezial)

Der IV. Zug verfügte über spezialisierte Fähigkeiten. Dazu gehörten Schlauchboote, Sonarortungssysteme und Fliegerfäuste.
Während im II. und III. Zug Mannschaftsdienstgrade ohne Spezialisierung eingesetzt wurden, dienten im IV. Zug überwiegend längerdienende Mannschaftsdienstgrade mit einer Verpflichtungszeit von vier bis acht Jahren.

### Feldnachrichtenzug
Eine Besonderheit innerhalb der Marine stellten die Feldnachrichtenkräfte der Marine dar. Sie umfassten einen Zug aus fünf Trupps. Die Soldaten hatten den Auftrag, mittels zielorientierter Gesprächsführung die Stimmung innerhalb der Bevölkerung im Einsatzland auszuwerten, um das Lagebild vor Ort zu vervollständigen.

### Einsatzgliederung

#### Mobile Protection Element
Zum Schutz von Schiffen und Booten in See wurden sogenannte Mobile Protection Elements (MPE) eingesetzt. Die Anzahl der Soldaten eines MPE variierte je nach Schiffstyp. So bestand ein MPE auf Schnellbooten aus vier Soldaten (ein Unteroffizier und drei Mannschaften) und an Bord von Fregatten aus bis zu zehn Soldaten. Schwere Waffen oder Scharfschützen konnten je nach Auftrag ergänzt werden. Die MPE konnten mit Angehörigen der Bordbesatzung verstärkt werden.

#### Vessel Protection Detachment
Vessel Protection Detachments (VPD) – so die internationale Bezeichnung – waren ähnlich den MPE aufgebaut und wurden als Schutzteams auf Handelsschiffen eingesetzt. Sie berieten die Schiffsführung und schützten das Schiff vor (Piraten-)Angriffen. VPD konnten per Bordhubschrauber oder Beiboot auf ein anderes Schiff übergesetzt werden. VPD wurden immer von einem Offizier geführt und von einem Rettungsassistenten begleitet.

#### Harbour Protection Element
Harbour Protection Elements (HPE) wurden zum Schutz von Schiffen und Booten in Häfen eingesetzt. HPE hatten die Größe eines Zuges, d. h. etwa 30 bis 40 Soldaten. HPE bestanden aus mindestens zwei Gruppen, um einen ständigen Schutz des Schiffes gewährleisten zu können. Außerdem betrieben HPE Kontrollstellen (Checkpoints) für Personen und Fahrzeuge.
Der infanteristische Kern der HPE wurde ergänzt durch Spezialisten, z. B. Kraftbootfahrer oder Sonaristen, die das Hafenbecken z. B. nach Tauchern aufklären.

### Kommandeure
| Nr. | Name                            | Beginn der Amtszeit | Ende der Amtszeit  | Bemerkungen                             |
| --- | ------------------------------- | ------------------- | ------------------ | --------------------------------------- |
| 5.  | Fregattenkapitän Arne Krüger    | 31. Januar 2014     | 31. März 2014      | Aufstellung Seebataillon                |
| 4.  | Fregattenkapitän Edgar Behrends | 20. Januar 2011     | 31. Januar 2014    |                                         |
| 3.  | Fregattenkapitän Thomas Schorn  | 21. September 2007  | 20. Januar 2011    | zunächst im Dienstgrad Korvettenkapitän |
| 2.  | Fregattenkapitän Andreas Mügge  | 1. Oktober 2005     | 21. September 2007 |                                         |
| 1.  | Fregattenkapitän Bernd Rehr     | 1. April 2005       | 1. Oktober 2005    | zuvor letzter Kommandeur MSichBtl 1     |

## Ausbildung

### Mannschaften
Die dreimonatige Grundausbildung (GA) wurde bei der 9. und der 10. Inspektion der Marineunteroffizierschule in Plön durchgeführt. Grundwehrdienstleistende wurden dort zusammen mit Soldaten auf Zeit ausgebildet. Im letzten Drittel der AGA fand die sogenannte Einsatzvorbereitende Ausbildung im Rahmen von Konfliktverhütung und Krisenbewältigung statt, kurz: EAKK.
Im Anschluss an die AGA folgte die sechsmonatige Vollausbildung bei den Marineschutzkräften in Eckernförde und an verschiedenen Schulen des Heeres. Die Soldaten gehörten entweder dem II. oder III. Zug einer der drei Einsatzkompanien an.
Bestandteile der Vollausbildung waren:
- Waffen- und Schießausbildung
- Checkpointausbildung
- verschiedene Märsche, darunter Bergungs- und Leistungsmärsche (30 km)
- Sportausbildung (BFT, Deutsches Sportabzeichen, Deutsches Schwimmabzeichen, Rettungsschwimmabzeichen)
- ABC-Abwehr und Selbstschutz, Brandbekämpfung
- Funkausbildung
- Einsatz als MPE an Bord von Schiffen und Booten
- Fast-Roping (Abseilen von Hubschraubern)
- Gebirgs- und Winterkampf
- Orts- und Häuserkampf
- Truppenübungsplatzaufenthalte, Übungen auf Teileinheits-, Einheits- und Verbandsebene
- Sanitätsausbildung
- Kampfmittelaufklärung EOR

Bei bestandenen Ausbildungsabschnitten erhielt jeder Marinesicherungssoldat nach insgesamt neun Monaten den Status Combat Ready.
Nach der Vollausbildung konnten weitere Fachlehrgänge folgen, z. B. zum Scharfschützen oder Kraftbootfahrer.

### Unteroffiziere
Portepeeunteroffiziere wurden bei den Marineschutzkräften hauptsächlich als Gruppen- oder Zugführer eingesetzt.
Bootsmannanwärter durchliefen gemeinsam mit den freiwilligen Wehrdienstleistenden und längerdienenden Mannschaftsdienstgraden die sechsmonatige Vollausbildung. Im Anschluss folgte der viermonatige Unteroffizierlehrgang 2 an der Marineunteroffizierschule als Laufbahnlehrgang.
Weitere Ausbildungsinhalte für Unteroffiziere mit Portepee waren:
- Gruppenführerlehrgang an der Marineunteroffizierschule in Plön
- Gruppenführerpraktikum
- ABC-Abwehr und Selbstschutz an der ABC- und Selbstschutzschule in Sonthofen
- Einzelkämpferlehrgang 1 an der Infanterieschule in Hammelburg
- Erwerb Führerschein Klasse B, C/E
- Schießlehrerlehrgang an der Infanterieschule

Die Beförderung zum Bootsmann konnte frühestens drei Jahre nach dem Diensteintritt erfolgen.

### Offiziere
Offiziere wurden bei den Marineschutzkräften als Zugführer, Einheits- (Kompaniechef) und Verbandsführer (Bataillonskommandeur) oder im Stab eingesetzt.
Offiziere des Truppendienstes (OffzTrD) absolvierten nach abgeschlossenem Studium an einer der beiden Universitäten der Bundeswehr den sechsmonatigen Gruppenführerlehrgang an der Marineunteroffizierschule in Plön. Nach einem Truppenpraktikum nahmen sie am wiederum sechs Monate dauernden Zugführerlehrgang teil. Im Anschluss erfolgte der Einsatz bei den Marineschutzkräften in Eckernförde. Es folgten weiterführende Lehrgänge (u. a. ABC/Se, Einzelkämpferlehrgang).
Offiziere des Militärfachlichen Dienstes (OffzMilFD) waren ehemalige Portepeeunteroffiziere, die in die Laufbahn der Offiziere gewechselt sind.

## Geschichte

### Marinepionierbataillon
Die Geschichte der Marineschutzkräfte geht zurück auf die Gründung des Marinepionierbataillons im Jahre 1958 in Sengwarden (Friesland) bei Wilhelmshaven. Es unterstand bis zur Aufstellung des Kommandos der Amphibischen Streitkräfte, der späteren Amphibischen Gruppe dem Kommando der Zerstörer.
Das Marinepionierbataillon gliederte sich 1958 in folgende Einheiten:
- Stabs- und Versorgungskompanie
- Bootskompanie
- Hafenbau- und Betriebskompanie

### Seebataillon
Bereits nach einem Jahr erhielt der Verband den traditionsreichen Namen Seebataillon (1959–1965 und 1988–1990 als Truppenversuch). Mit dieser Namensgebung wurde an das 1852 in Stettin gegründete erste Seebataillon Deutschlands der Königlich Preußische Marine erinnert. Das Seebataillon hatte den Auftrag, Strand- und Küstenabschnitte für anlandende Truppen von der Größe einer Brigade vorzubereiten. Es gliederte sich 1960 in die folgenden Einheiten:
- Stabs- und Versorgungskompanie
- Bootskompanie
- Hafenbau- und Betriebskompanie
- Strandmeisterkompanie

Bereits nach zwei Jahren ergaben sich neue strukturelle Veränderungen: Aus der Hafenbau- und Betriebskompanie wurde die Strand-Pionierkompanie, die Stabs- und Versorgungskompanie war fortan nur noch eine Stabskompanie. Das Seebataillon wurde bereits 1964 in Borkum wieder aufgelöst.
Im Rahmen eines Truppenversuches wurde das Seebataillon von 1988 bis 1991 aufgestellt und der Amphibischen Gruppe unterstellt. Es umfasste die Strandmeister- und die Kampfschwimmerkompanie, die bis dahin direkt der Amphibischen Gruppe unterstanden haben.

### Marinestützpunktsicherungsgruppen
Ab den 1960er Jahren begann die damalige Bundesmarine, Sicherungskräfte zum Schutz ihrer Einrichtungen an Land aufzustellen. Im Verteidigungsfall wären diese nichtaktiven Truppenteile aktiviert worden. Sie waren an strategisch wichtigen Standorten, z. B. bei Depots oder entlang der westdeutschen Ostseeküste, stationiert.
Dem Marineunterstützungskommando mit Sitz Wilhelmshaven waren bis zur Auflösung alle logistischen Einrichtungen der Marine unterstellt. Dazu gehörten u. a. Depots und Stützpunkte. Dem Kommando sowie seinen Dienststellen waren insgesamt 36 nichtaktive Sicherungszüge und drei nichtaktive Sicherungskompanie unterstellt. Diese Truppenteile waren Geräteeinheiten (GerEinh), d. h., es existierte nur eingelagertes Material. Im Verteidigungsfalle wären die Truppenteile durch Reservisten aufgefüllt worden. Die Soldaten hätten das Material übernommen, um die ihnen zugewiesenen Standorte zu sichern und zu verteidigen.
Zum Schutz des Flottenkommandos in Glücksburg und der landgebundenen Marinefernmeldeeinrichtungen existierten 25 nichtaktive Sicherungszüge als Geräteeinheiten.
Zwischen 1973 und 1991 existierten drei Marinestützpunktsicherungsgruppen. Sie waren teilaktiv und bestanden in Friedenszeiten nur aus einer aktiven Einheit, der ersten Kompanie. Diese kann als leichte Infanteriekompanie angesehen werden. Die Gruppen waren einem jeweiligen Marinestützpunktkommando unterstellt.
- Marinestützpunktsicherungsgruppe 1, Flensburg
  - 1. Kompanie
  - 2. bis 4. Kompanie (GerEinh)
  - zwei Sicherungszüge (GerEinh)
- Marinestützpunktsicherungsgruppe 3, Olpenitz (Kappeln an der Schlei)
  - 1. Kompanie
  - 2. und 3. Kompanie (GerEinh)
  - drei Sicherungszüge (GerEinh)
- Marinestützpunktsicherungsgruppe 5, Kiel
  - 1. Kompanie
  - 2. und 3. Kompanie (GerEinh)
  - drei Sicherungszüge (GerEinh)

#### Sicherungseinheiten der Marineflieger
Den Marinefliegergeschwadern in Kiel, Kropp, Nordholz und Tarp wurden sogenannte Bodenverteidigungsstaffeln unterstellt. In den 1970er Jahren erhielten sie die Bezeichnung Horstsicherungsstaffeln, später dann (Marine)Sicherungskompanien. Sie unterstanden den Fliegerhorstgruppen des Geschwaders. Die jeweils 1. Kompanie, welche aktiv war, setzte als sogenannte schwere Kompanie zum Objektschutz die Feldkanonen 20 mm ein.

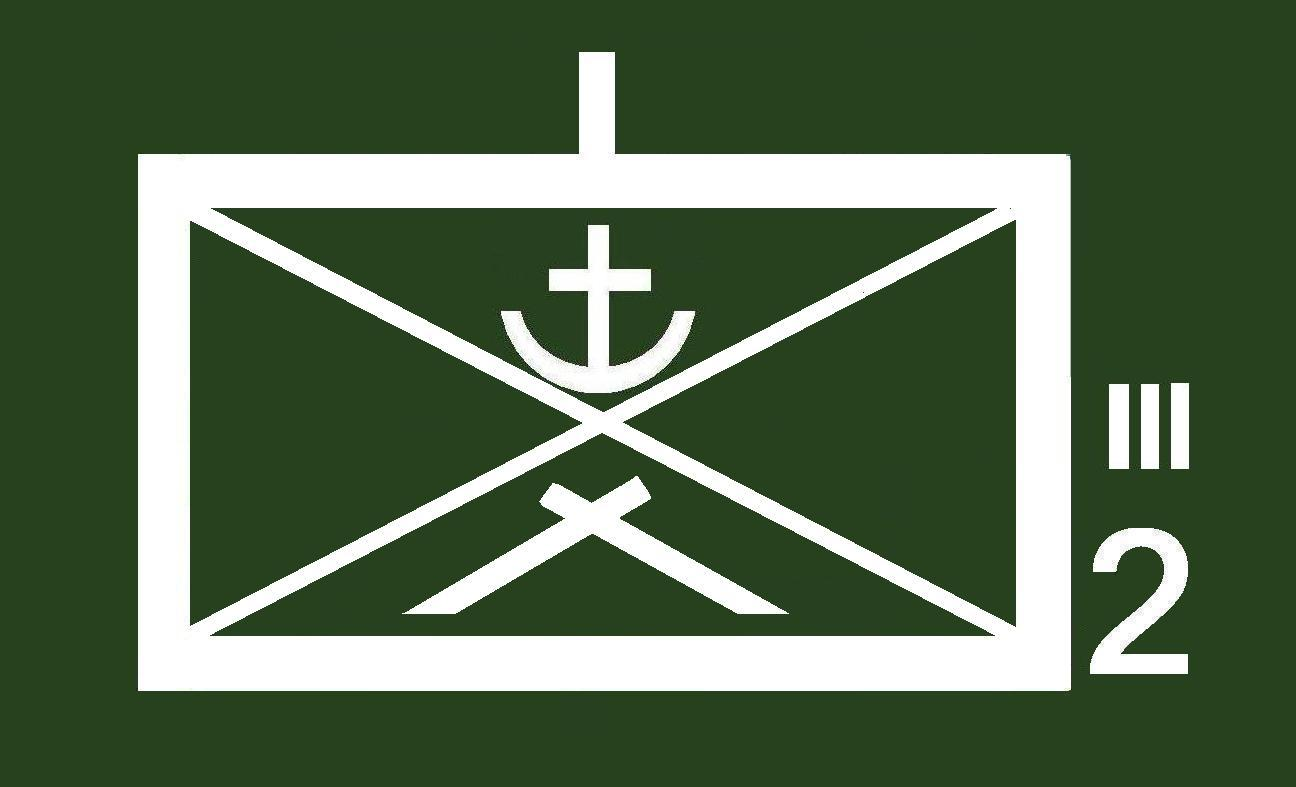
Taktisches Zeichen der Marinesicherungskompanie des Marinefliegergeschwaders 2

|  | - Marinefliegergeschwader 1, Jagel/Kropp - 1. Sicherungskompanie - 2. und 3. Sicherungskompanie (GerEinh)                          |
|  | - Marinefliegergeschwader 2, Tarp, Eggebek - 1. Sicherungskompanie - 2. und 3. Sicherungskompanie (GerEinh)                        |
|  | - Marinefliegergeschwader 3 „Graf Zeppelin“, Wurster Nordseeküste - 1. Sicherungskompanie - 2. und 3. Sicherungskompanie (GerEinh) |
|  | - Marinefliegergeschwader 5, Kiel - 1. Sicherungskompanie - 2. Sicherungskompanie (GerEinh)                                        |

Am 1. April 1991 wurden alle aktiven Einheiten zusammengefasst und gingen in den neu aufgestellten Marinesicherungsbataillonen auf. Die nichtaktiven Einheiten und Teileinheiten wurden aufgelöst.
Darüber hinaus verfügten die Fliegerhorstgruppen des MFG 1, MFG 2 sowie MFG 3 zum Objektschutz über je eine Flugabwehrstaffel, ausgestattet zunächst mit der Flugabwehrkanone 40 mm L/70 und ab 1988 mit dem Flugabwehrraketensystem ROLAND. Mit dem Wechsel zum ROLAND System wurde das Personal der Flugabwehrstaffeln größtenteils durch Soldaten der Verwendungsreihe 76 gestellt. Mit der Auflösung der Fliegerhorstgruppen wurden die Flugabwehrstaffeln mit den Flugbetriebsstaffeln zusammengefasst.

### Marineküstendienstschule
Artikel siehe hier.

### Marinesicherungsverbände
1991 wurden die bisherigen Marinestützpunktsicherungsgruppen aufgelöst und gingen in den neu geschaffenen Marinesicherungsbataillonen auf. Sie hatten den Auftrag, Marineanlagen im Inland zu schützen. Dazu standen drei aktive und zwei nicht aktive Bataillone bereit.
- Marinesicherungsbataillon 1, teilaktiv
von 1991 bis 2001 in Glückstadt und von 2001 bis 2005 in Eckernförde stationiert
- Marinesicherungsbataillon 2, nichtaktiv
- Marinesicherungsbataillon 3, teilaktiv
von 1991 bis 1996 in Rostock und von 1996 bis 2001 in Seeth stationiert
(gebildet aus Teilen des ehemaligen Küstenverteidigungsregimentes 18 der NVA)
- Marinesicherungsbataillon 4, nichtaktiv
- Marinesicherungsbataillon 5, teilaktiv
von 1991 bis 1994 in Glückstadt stationiert

#### Marinesicherungsregiment
Das Marinesicherungsregiment (MSichRgt) existierte vom 1. Oktober 1996 bis zum 30. September 2001 mit Standort Glückstadt. Es unterstand dem Marineamt (MarA) in Rostock.
Dem MSichRgt waren die Marinesicherungsbataillone 1, 2, 3 und 4 sowie das Marineausbildungsbataillon unterstellt.
Für die Realisierung eines Einsatzkontingents Marine für den Einsatz im Frieden bei Einsätzen der Bundeswehr im Rahmen internationaler Verpflichtungen außerhalb Deutschlands wurde am 1. September 1999 der Einsatzzug 1 aufgestellt und in jeder Hinsicht dem Stab Flottenkommando unterstellt. Ende des Jahres nahm der Einsatzzug 1 am 2. KFOR -Kontingent teil.
Nach Auflösung des MSichRgt wurde der Einsatzzug 1 als Marinesicherungszug 1 dem Marinesicherungsbataillon 1 unterstellt.

#### Marinesicherungsbataillon 1
Das Marinesicherungsbataillon 1 (MSichBtl 1) existierte mit einer Truppenstärke von etwa 500 Soldaten vom 1. Januar 1991 bis zum 31. März 2005. Zunächst war es dem Marineabschnittskommando Ost unterstellt, von 1996 bis 2001 dem MSichRgt und anschließend der Flottille der Minenstreitkräfte.
Das MSichBtl 1 gliederte sich in:
- Stabs- und Versorgungskompanie
- 1. Kompanie
- 2. Kompanie
- 3. Kompanie, nichtaktiv
- 4. Kompanie, nichtaktiv

Im Rahmen der NATO geführten Operation Amber Fox in Mazedonien wurde der Einsatzzug 2 im Jahre 2001 aufgestellt.
Vom 1. Oktober 1994 bis zum 1. Juli 1996 unterstand dem Bataillon die Marineausbildungskompanie C. Diese verlegte anschließend von Glückstadt nach Seeth und wurde als 3. Kompanie in das neu geschaffene Marineausbildungsbataillon integriert.
Die Einheiten des MSichBtl, die Marinesicherungskompanien, waren zunächst wie folgt organisiert:
- Kompanieführungsgruppe
- I. Zug
Infanteriezug, geführt von einem Offizier des Truppendienstes
- II. Zug
Boardingzug, geführt von einem Unteroffizier mit Portepee
- III. Zug
Feldkanonenzug, geführt von einem Offizier des Militärfachlichen Dienstes

Seit der Embargoüberwachung des ehemaligen Jugoslawiens in der Adria wurde das Boarding durch Angehörige der Verwendungsreihe 76 umgesetzt. Dazu stand später die 2. Kompanie bereit.
Zu den letzten Einsätzen des MSichBtl 1 gehörte der Schutz US-amerikanischer Einrichtungen in Süddeutschland aufgrund des Irakkrieges im Jahre 2003. Dazu wurde das Bataillon durch Personal eines aufgelösten Schnellbootgeschwaders um drei weitere auf nun sieben Kompanien aufgestockt. Dessen Personal rekrutierte sich u. a. aus Angehörigen des 3. Minensuchgeschwaders (dessen Boote in dieser Zeit nur mit Notbesatzung an die Pier gebunden waren) und des im gleichen Jahr aufgelösten 3. Schnellbootgeschwaders.

#### Marinesicherungsbataillon 3
Das Marinesicherungsbataillon 3 (MSichBtl 3) wurde am 1. April 1991 in Rostock aufgestellt und zunächst dem Küstenverteidigungsregiment 18 unterstellt. Wenig später, am 1. Juli 1991 folgte die Unterstellung unter das Marinekommando Rostock. Mit der Verlegung nach Seeth im Jahre 1996 wurde das Bataillon kurzzeitig dem Marineamt zugeteilt, ehe es unter das Dach des neu geschaffenen MSichRgt kam.
Seit 1995 bildeten die 1. und 2. Kompanie im jeweiligen II. Zug Boardingsoldaten aus, die auch ab demselben Jahr an der Embargoüberwachung des ehemaligen Jugoslawiens in der Adria teilnahmen.
Am 30. September 2001 wurde das MSichBtl 3 aufgelöst.

#### Marineausbildungsbataillon
Das Marineausbildungsbataillon (MAusbBtl) wurde am 1. Oktober 1996 in Glückstadt aufgestellt und dem MSichRgt unterstellt.
Das Bataillon hatte den Auftrag, Soldaten des Verwendungsbereiches 70 militärisch aus- und weiterzubilden. Des Weiteren gehörte die Kraftfahr- und Fachausbildung dazu. Hierzu gliederte sich das MAusbBtl wie folgt:
- Stab MAusbBtl, Glückstadt
- 1./MAusbBtl, Putlos
  - Grundausbildung Verwendungsreihe 76
  - Grundausbildung Offizieranwärter
  - Truppenwehrübung
- 2./MAusbBtl, Glückstadt
  - Fachausbildung Maat, Bootsmann, Offizier der Verwendungsreihe 76
  - Ergänzungsausbildung Boarding
  - Objektschutz Kommandant / Beauftragter
  - Truppenwehrübung
- 3./MAusbBtl, Seeth
  - Grundausbildung Verwendungsreihe 34, 73
- Marineausbildungszentrum (MAZ), Seeth
  - Fahrschule Seeth
    - Maatenausbildung Verwendungsreihe 73
    - Fahrausbildung A1, B, C, CE, D, E
    - Fahrausbildung Flurförderfahrzeuge

  - Fahrschule Wilhelmshaven
    - Fahrausbildung A1, B, C, CE, D, E

2001 wurde das Marineausbildungsbataillon der Marineunteroffizierschule (MUS) in Plön unterstellt. Ein Jahr später, am 30. September 2002, wurde es aufgelöst. Teile gingen an MUS, Lehrgruppe B.

## Einsätze
Die Marineschutzkräfte haben trotz der relativ kurzen Zeit ihres Bestehens an zahlreichen Einsätzen im In- und Ausland teilgenommen.

### Internationale Einsätze
- Afghanistan: 7. Kontingent ISAF (ein Infanteriezug)
- Afghanistan: seit 2006 durchgängig ein Feldnachrichtentrupp
- Bosnien-Herzegowina: Einsatz im Rahmen von EUFOR
- Dschibuti: Einsatz im Rahmen von OEF
- Horn von Afrika: Einsatz im Rahmen der EU-geführten Operation Atalanta
- Kosovo: Einsatz im Rahmen von KFOR
- Libanon: Mobile Protection Elements (MPE) zum Schutz der schwimmenden Einheiten während des UNIFIL-Einsatzes
- Zypern: Harbour Protection Element (HPE) in Limassol zur Sicherung des Anlaufhafens des deutschen UNIFIL-Kontingents

### Nationale Einsätze
- Schutz US-amerikanischer Einrichtungen im Rahmen des Host Nation Supports 2003
- Schutz US-amerikanischer Schiffe bei der Kieler Woche
- Schutz des Munitionstransporters Westerwald, der den Einsatz- und Ausbildungsverband 2010 unterstützt, im Transit von Deutschland nach Südafrika und wieder zurück

## Ausrüstung

### Systeme
- System Infanterist der Zukunft
- Soldat im Einsatz

### Handwaffen
- Pistole P8
- Granatpistole 40mm
- Maschinenpistole MP2
- Maschinenpistole MP7 A1
- Leichtes Maschinengewehr MG4
- Scharfschützengewehr G82
- Scharfschützengewehr G22
- Sturmgewehr G36
  - Anbaugerät AG36
- Sturmgewehr G3-ZF

### Sonstige Feuerwaffen
- Panzerfaust 3
- Panzerabwehrwaffe MILAN
- Schwere Panzerfaust, nur zur Gefechtsfeldbeleuchtung FFV Carl Gustaf
- Fliegerfaust Stinger
- Granatmaschinenwaffe (GraMaWa)
- FK 20 Feldkanone 20 mm

### Fahrzeuge
- Lkw 0,5t gl „Wolf“
- Lkw 2t tmil gl
- Lkw 5t mil gl
- ATF Dingo
- Eagle IV und V
- Fahrzeugkran mittel (20t)
- Truppenentgiftungsplatz-90, kurz TEP 90
- Ahlmann AS12B

## Uniform und Kennzeichen

### Barett
Erkennungszeichen von Soldaten der Marinesicherungskräfte war das marineblaue Barett mit dem Barettabzeichen der Marinesicherungstruppe. Dieses setzt sich aus zwei gekreuzten Karabinern hinter einem Anker, umrandet von Eichenlaub zusammen.

### Laufbahnabzeichen

Verwendungsreihe 76

Die Uniform (erste Garnitur) von Mannschaften und Unteroffizieren war durch einen runden Aufnäher bzw. metallenen Aufstecker auf den Oberarmen der Matrosenblusen und der Anzugsjacken sowie den Schulterklappen am Dienstanzug mit einem klaren Anker gekennzeichnet.
An der Uniform (erste Garnitur) befand sich der dunkelblaue Aufnäher unter dem Dienstgradabzeichen. Die Aufnäher der Blusen sind weiß mit dunkelblauer Stickerei.

## Weitere Truppenteile mit Bezug zur Verwendungsreihe 76
Innerhalb der Bundeswehr gibt es weitere Truppenteile mit Bezug zur Verwendungsreihe 76.

### Lehrgruppe B der Marineunteroffizierschule
Der Marineunteroffizierschule (MUS) unterstanden bis Anfang der 1980er Jahre folgende Sicherungseinheiten:
1. Marinesicherungskompanie
2. Marinesicherungskompanie
3. Marinesicherungskompanie

Die schwere Marinesicherungskompanie verlegte am 1. April 1982 nach Olpenitz.
Nach Auflösung des MAusbBtl gingen Teile der Ausbildung an die MUS in Plön. Die Lehrgruppe B führt die Grundausbildung (GA) von Rekruten durch. Im Gegensatz zur GA an der Marineoperationsschule in Bremerhaven oder an der Marinetechnikschule in Parow ist die Grundausbildung in Plön vergleichsweise „grüner“. Aus diesem Grund erhalten an der MUS auch die Offiziersanwärter ihre „Infanteristische Basisausbildung“.
Es stehen folgende Einheiten zur Verfügung.
6. InspektionSeit August 2008 durchlaufen alle Rekruten der Bootsmannanwärter (BA) quartalsweise gemeinsam bei der 6. Inspektion ihre Grundausbildung im I. und II. Zug. Rekruten der Verwendungsreihe 34, 37 sowie 76 werden im III. und IV. Zug ausgebildet.
7. InspektionDie 7. Inspektion bildet die Marineuniformträger (MUT) der Streitkräftebasis in den Verwendungsreihen 6110 (Stabsdienst), 6310 (Materialbewirtschaftung SKB) und 73 (Kraftfahrdienst) aus.
8. InspektionNach Auflösung der Marineversorgungsschule in List auf Sylt ging die Kochausbildung der Marine zur MUS nach Plön. Die 8. Inspektion bildet die Rekruten der Verwendungsreihe 62 (Verpflegungsdienst) aus sowie führt die Fachausbildung für Soldaten der Verwendungsreihe 76 durch, u. a. Gruppenführer- und Zugführerlehrgang.

### SEK M
Die Boardingkräfte der Marine gingen im Zuge der Umstrukturierung zu den inzwischen ebenfalls umbenannten Spezialisierten Einsatzkräften der Marine (SEK M) mit Sitz in Eckernförde.

### 4./Wachbataillon
Die 4. Kompanie (Protokoll- und Sicherungskompanie) des Wachbataillons beim Bundesministerium der Verteidigung wurde am 2. Juli 1973 aufgestellt. Sie ist die Marinekomponente, die das Wachbataillon bis dahin nicht besaß. Ihre Soldaten sind Marineangehörige. Sie besitzen allerdings auch die Uniformen der beiden anderen Teilstreitkräfte Heer und Luftwaffe.
Bei der Wahrnehmung protokollarischer Aufgaben wurde die Marine bis 1973 von Soldaten der Verwendungsreihe 76 vertreten. Zunächst kamen die Abordnungen vom Seebataillon aus Borkum. Nachdem dieses 1965 aufgelöst wurde, teilten sich die Marineunteroffizierschule in Plön und die Bodenverteidigungsstaffel (1. Sicherungskompanie) der Fliegerhorstgruppe des Marinefliegergeschwaders 1 aus Jagel die Aufgabe.
Im Laufe der Jahre kam es für die Marinesoldaten zu hohen Belastungen.
- Für jede Beteiligung an einer Protokollzeremonie musste die Distanz zwischen dem Rheinland und Schleswig-Holstein überwunden werden.
- Die Soldaten waren in erster Linie für den Objektschutz ausgebildet und erfüllten nur in Nebenfunktion die Aufgaben des Protokolldienstes.
- Es kam zu Unstimmigkeiten im Zusammenhang mit den Bestimmungen im Rahmen des internationalen Protokolls zwischen Marine und Wachbataillon.

Aufgrund der Umstellung des Wehrdienstes von 18 auf 15 Monate und der Neuordnung der Unteroffizierausbildung wurden die zeitlichen Belastungen für die Marineunteroffizierschule und die Bodenverteidigungsstaffel des MFG 1 zu groß. Aus diesem Grund verlegte 1973 die 9. Inspektion der Marineküstendienstschule nach Siegburg und ging wenig später als 4. Kompanie im Wachbataillon auf. Mit diesem verlegte die Kompanie nach der Wiedervereinigung nach Berlin und ist seitdem in der Julius-Leber-Kaserne untergebracht.
Anfang des Jahres 2017 stellt die 4./Wachbataillon einen Sicherungszug für die Sicherung des deutschen Camp Castle in Limassol. Er löste dort eine Einheit der Küsteneinsatzkompanie des Seebataillons ab. Dieser Einsatz bei UNIFIL ist der erste geschlossene Einsatz einer Einheit des Wachbataillons. Aufgrund der hohen protokollarischen Belastung wurden bis dahin nur einzelne Soldaten zu Einsätzen entsandt.

## Ähnliche Verbände
- Spanien – Fuerza de Protección
- Frankreich – Fusiliers Marins
- Vereinigtes Königreich – Fleet Protection Group Royal Marines
- Italien – San-Marco-Regiment
- Vereinigte Staaten – Marine Corps Security Force Regiment

## Verweise